# Kansspel

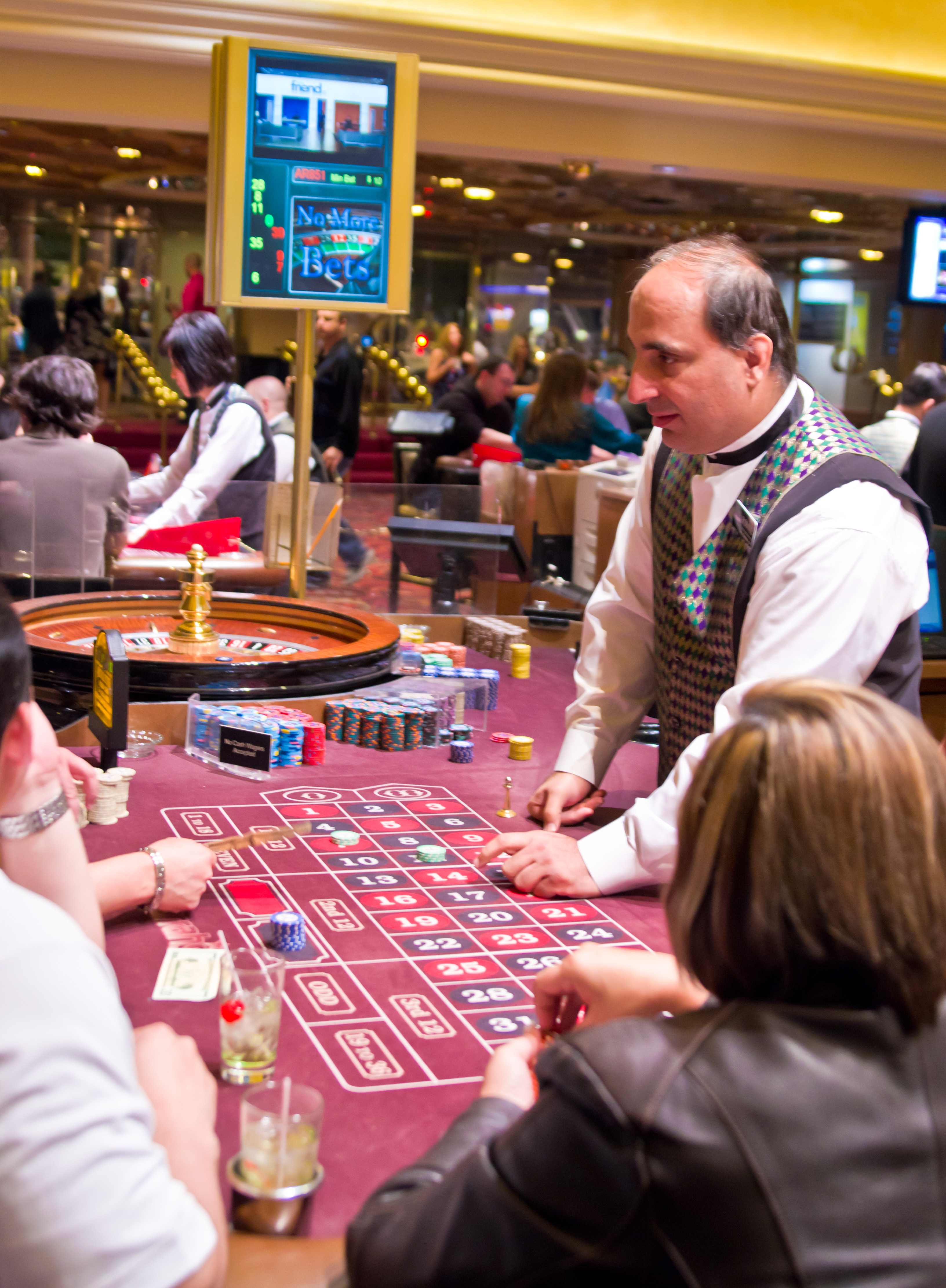
Roulette in Las Vegas

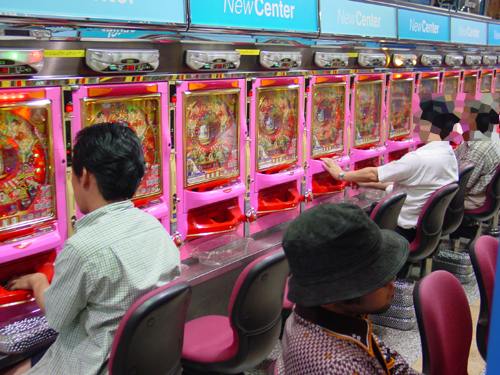
Speelhal in Tokio

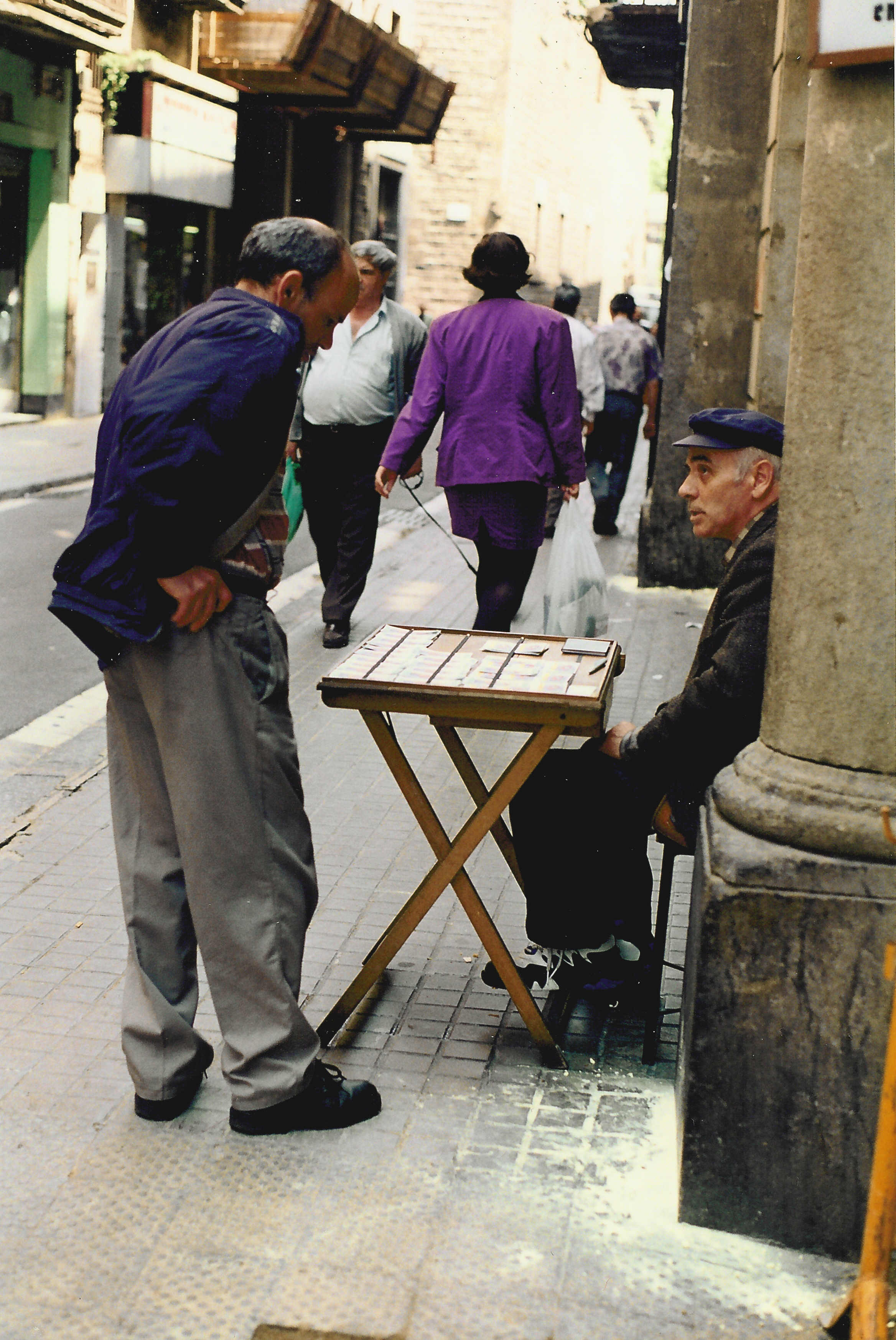
Lotverkoper in Barcelona

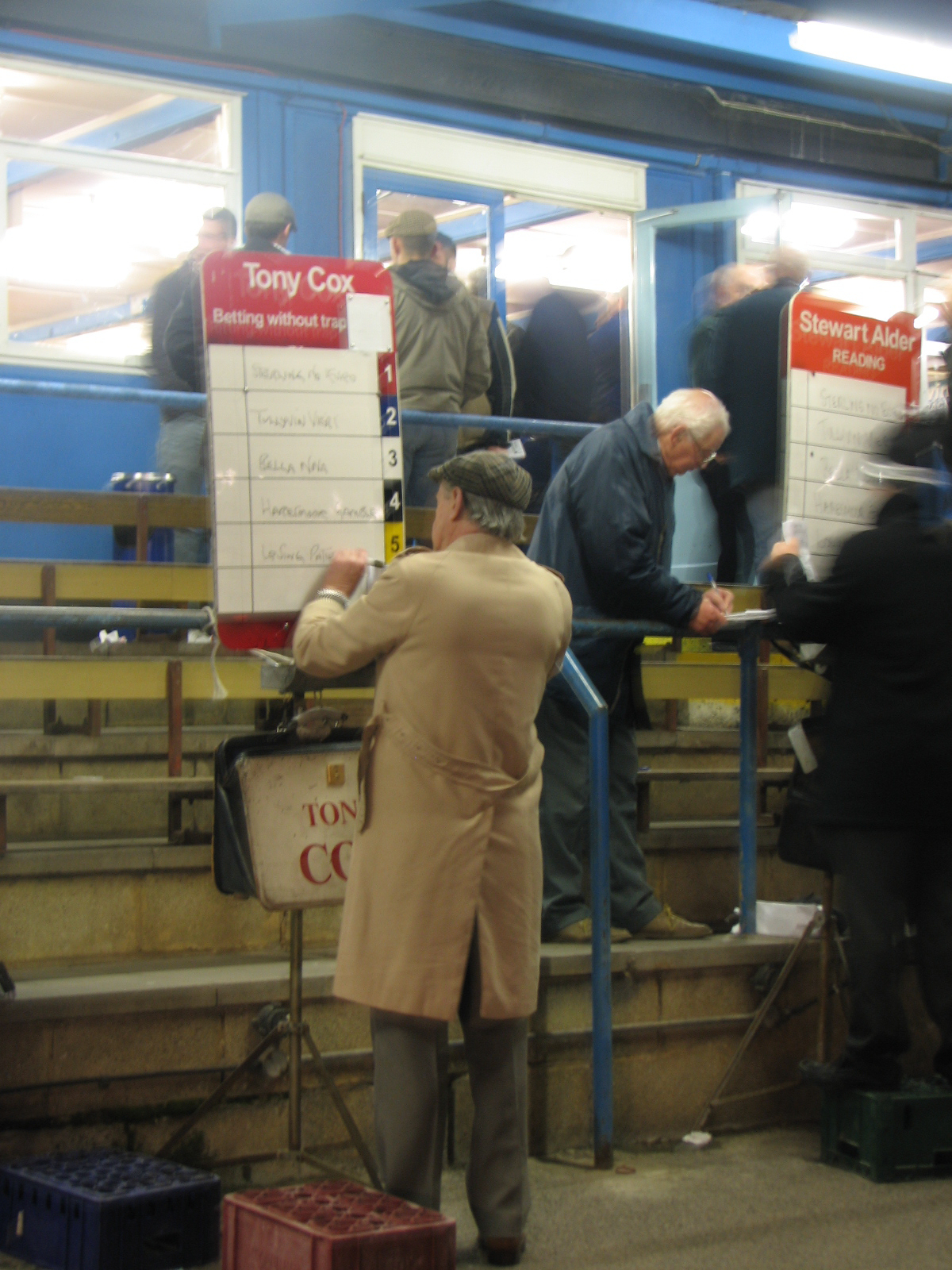
Bookmakers bij hondenraces in Reading (Engeland)

Een kansspel of hazardspel is een speltype waarbij het toeval bepaalt of een speler een bepaalde prijs wint.
Een kansspel kan niet op een tactische manier worden gewonnen. Het hebben van 'geluk' speelt derhalve een dominante rol. Veel kansspelen zijn gebaseerd op het gokken van het juiste getal of combinatie van getallen die op een bepaald moment worden getrokken. Zo'n spel noemt men een loterij.
Bij een spel waarbij de deelnemer zelf een of meer nummers kiest zonder directe controle of iemand anders datzelfde nummer of diezelfde nummers heeft gekozen moet een prijs in voorkomend geval soms gedeeld worden. Zelfs binnen één kansspel geldt dit soms voor een deel van de prijzen wel, voor een deel niet.
Bij een commercieel kansspel is de verwachtingswaarde van de winst voor de speler kleiner dan de inzet. Wanneer men zo'n kansspel toch aantrekkelijk vindt spreekt men wel van risico-preferentie. Wel is het maximale verlies vaak van tevoren duidelijk: het bedrag van de inzet. Ook is het maximale verlies vaak klein vergeleken met de maximale winst.
Kansspelen zijn niet altijd een ongevaarlijk tijdverdrijf: soms kunnen de inzetten onverantwoord hoog worden en er kan ook gokverslaving ontstaan.

## Weddenschap
Een weddenschap tussen personen is een afspraak tussen twee of meer personen, waarin gewed wordt op een mogelijke uitkomst. Het gaat bijvoorbeeld over een vermeend feit, waarbij de ene partij denkt dat het waar is en de andere dat het niet waar is, of om een voorspelling van de ene partij, terwijl de andere partij het tegendeel voorspelt. Afgesproken wordt dat de partij die ongelijk heeft of krijgt een bepaalde prestatie levert, bijvoorbeeld een bepaald bedrag aan de andere partij betaalt, en omgekeerd. Het bedrag of de prestatie kunnen in beide richtingen gelijk zijn, maar ook verschillend. Ook kan de weddenschap eenzijdig zijn, in de zin dat de ene partij als deze ongelijk heeft of krijgt een bepaalde prestatie levert, maar de andere partij niets hoeft te beloven.
Een voorbeeld is een weddenschap over de vraag of een rode sinaasappel bestaat of niet, of een weddenschap die voorspelt dat een bepaalde politieke partij de meeste stemmen krijgt. Een bekend boek uit de negentiende eeuw over een weddenschap is De reis om de wereld in tachtig dagen, waarin de hoofdpersoon met vrienden wedt dat hij in 80 dagen om de wereld kan reizen. 
Een weddenschap kan ook via een commerciële organisatie lopen. Een weddenschap waarbij men bij winnen €20 krijgt en bij verliezen €10 betaalt, wordt dan vormgegeven als het mogelijke verlies van €10 vooraf betalen, en bij winnen de €20 krijgen en bovendien de €10 terugkrijgen (wat in termen van een weddenschap €20 winnen is, wordt dan vaak €30 winnen genoemd). Iemand probeert bijvoorbeeld de uitslag te voorspellen van een spel, wedstrijd, toernooi enzovoort. De uitslag van het spel is geheel of gedeeltelijk toevallig. De uitkomst van de meeste gokspelen wordt niet door kennis of bekwaamheid bepaald. Uitzonderingen daarop zijn bijvoorbeeld poker en blackjack, waarbij technieken en tactieken een rol spelen. Ook bij bijvoorbeeld sportweddenschappen zijn deze dingen van belang, evenals kennis en het kunnen inschatten van kansen. Ook hier gaat het dus niet om puur toevallige gebeurtenissen, zoals bij bijvoorbeeld roulette. Spelers zetten voor het spel een geldbedrag of iets van waarde in. Na de uitslag wordt er een winst aan de winnaar uitgekeerd.
Een bekend TV-programma waarin weddenschappen werden gedaan was Wedden dat..? dat tussen 1981 en 1999 werd uitgezonden. In dit programma moesten kandidaten weddenschappen aangaan waarbij BN'ers moesten wedden op het succes hiervan. Bij verlies moet hierbij een tegenprestatie worden geleverd.
In de ruime zin van het woord is een inzet bij roulette of meedoen met een lotto ook een weddenschap (je kiest wat je denkt dat zal winnen), in nog ruimere zin is elke loterij dat (je 'wedt' dat je zal winnen).

## Soorten gokkers
Uit onderzoek blijkt dat er verschillende soorten gokkers bestaan:
- De recreatieve speler: Speelt voor de gezelligheid en niet alleen voor het spel. Hij weet zich te beheersen qua tijd, geld en gedrag.
- De problematische speler: Komt voor het spel, geeft meer geld uit aan gokken dan goed is en besteedt er te veel tijd aan. Het spelen geeft hem spanning en opwinding.
- De verslaafde speler: Het gaat de verslaafde om het spelen zelf. Dag en nacht is hij ermee bezig. Alles wordt gedaan om maar te gokken. Liegen, manipuleren en (kleine) criminaliteit komen voor. De wil om te stoppen is zwak.
- De professionele speler: Is gedisciplineerd, rookt en drinkt meestal niet. Ziet gokken als een vorm van inkomen. Hij weet zijn gokhobby in de hand te houden.

## Pathologisch gokken
Gokken kan een hobby zijn, een vorm van ontspanning. Maar het kan ontaarden tot problematisch gokken of pathologisch gokken. Dit laatste wordt in de DSM beschreven als een geestelijke ziekte en valt onder de stoornissen van de impulsbeheersing. Gokverslaafden zullen steeds meer gokken om eenzelfde opgewonden gevoel te krijgen, met hogere inzetten of verhoogde frequentie als gevolg. Bij sommige gokkers zijn ontwenningsverschijnselen vastgesteld bij een gokstop. Het gevolg van deze verslaving is dat de gokkers onder meer geld en sociale contacten verliezen. Soms liegen ze om aan geld te raken en gaan ze niet meer werken. Niet kunnen gokken, of het maken van verlies brengt prikkelbaarheid mee en depressiviteit. Een gokverslaving heeft veel kenmerken van andere verslavingen.
Uit een onderzoek bij gokkers in 2004 bleek dat 14% voldeed aan de kenmerken van problematisch gokken, 42% is risicogokker en 44% heeft geen gokproblemen. Het hoogste percentage probleemgokkers is te zien in de speelautomatenhallen. Dat gokken online kan, verlaagt voor velen de drempel en heeft een negatieve invloed op het gokgedrag.

## Risico's
Door overmatig gebruik ontstaan er enkele risico's in de volgende segmenten:
- Financieel: Het onschuldig gokken met kleinere bedragen wordt doorgaans opgedreven met grotere bedragen om de behoeften te blijven bevredigen. Indien er niet langer met eigen kapitaal kan worden gespeeld worden externe middelen gezocht om de verslaving te blijven voeden. Naast het lenen bij familieleden/vrienden kunnen ook bij banken leningen worden afgesloten om over een groter kapitaal te beschikken of om reeds gemaakte schulden af te betalen. Deze elementen verhogen de kans om in een vicieuze cirkel te belanden. Hierdoor wordt het steeds moeilijker om uit deze situatie te geraken.[4]
- Werk/Studies: De verslaving kan ertoe leiden dat het belang van een werkkring of een studie ondergeschikt wordt. Dit kan op termijn resulteren in het geregeld ziekmelden of het doorschuiven van opdrachten naar een collega.[5]
- Sociaal: Het contact met mensen in de directe omgeving kan teruglopen tot op een laag pitje. Hobby's of ontspannen activiteiten verdwijnen door het geïsoleerd geraken als gevolg van de toenemende drang om te gokken. Door deze isolatie kan het zelfbeeld verslechteren waardoor de verslaafde in een neerwaartse spiraal terechtkomt.[5]
- Psychisch: De gedachten die in het hoofd circuleren om steeds weer aan geld te geraken, zorgen voor stress. Hierdoor ontstaat een eigen wereld van depressie en/of angsten. Zo kan uiteindelijk zelfmoord nog als enige oplossing worden gezien.[6]
- Lichamelijk: Overmatig gokken gaat vaak samen met het nuttigen van veel alcohol en/of het roken van legale of illegale middelen.[7] Het steeds terugkerende gevoel om de behoefte van het gokken te bevredigen kan leiden tot lichamelijke klachten als:
- vermoeidheid
- hoofdpijn
- slapeloosheid
- maagklachten

## Regulering en wetgeving

### Nederland
In Nederland worden kansspelen gereguleerd door de Wet op de kansspelen. Hierin is onder meer bepaald dat niet iedereen kansspelen mag organiseren. Over prijzen groter dan € 449 wordt kansspelbelasting geheven. Ook wanneer iemand een zeer simpele vraag moet beantwoorden en er een prijs onder de goede inzendingen wordt verloot, geldt dit als kansspel. Er is een kansspelautoriteit. 
Per 1 oktober 2021 is de Wet van 20 februari 2019 tot wijziging van de Wet op de kansspelen, de Wet op de kansspelbelasting en enkele andere wetten in verband met het organiseren van kansspelen op afstand, kortweg Wet Kansspelen Op Afstand (KOA), in werking getreden. Sindsdien kunnen online casino's met een vergunning onder strenge regels kansspelen online aanbieden.

### België
In België zijn spel- en weddenschappen principieel verboden, met de volgende uitzonderingen:
- Casino's. In België zijn er negen casino's. Men moet minimum 21 jaar zijn om hier binnen te mogen.
- Speelhallen. In België zijn er 180 speelhallen. Ook hier moet men minimaal 21 jaar zijn om er binnen te mogen.
- Bingokasten (maximaal twee per café).
- Nationale Loterij en sportweddenschappen. Om hieraan mee te kunnen doen, moet men minimaal 18 jaar zijn.[11]

De casino's, speelhallen en bingokasten in cafés worden door de Kansspelcommissie gecontroleerd.
In de loop van 2010 zou in België een nieuwe wet op de kansspelen en de bescherming van de speler moeten goedgekeurd worden, waarin er ook een wettelijk kader voor "weddenschappen" is voorzien, alsook internet-gokken zou aan die nieuwe wet gebonden zijn. Zo zouden er ook 1000 wedlokalen in België komen met mogelijk twee gokautomaten.
Sinds januari 2011 zijn online kansspelen geregulariseerd in België.
Eind 2017 kondigde minister van Justitie Koen Geens nieuwe wetgeving aan voor reclame rond kansspelen en gokken. Concreet wou Geens gokreclame verbieden voor 20 uur 's avonds, net als tijdens en 15 minuten voor en na live-uitzendingen van sportwedstrijden en uitzendingen die zich op minderjarigen richten. Een uitzondering zou worden gemaakt voor sportuitzendingen (niet-live) voor 20 uur, waarbij voor en na de uitzending wel gokreclame zou mogen worden getoond. Ook zou er maar één gokreclame mogen getoond worden tijdens elk reclameblok en zouden die bovendien boodschappen over verantwoord gokken moeten bevatten. Bovendien zou gokreclame niet meer aanwezig mogen zijn op de uitrusting van minderjarige sporters. Ten slotte wou Geens ook het aantal fysieke wedkantoren beperken, online gokken limiteren tot 500 euro per persoon per maand en de gemeenten meer inspraak geven in de vergunning van en controle op kansspelen. De Kansspelcommissie gaf aan tevreden te zijn met de aangekondigde strengere regels.